# Helene Cramer

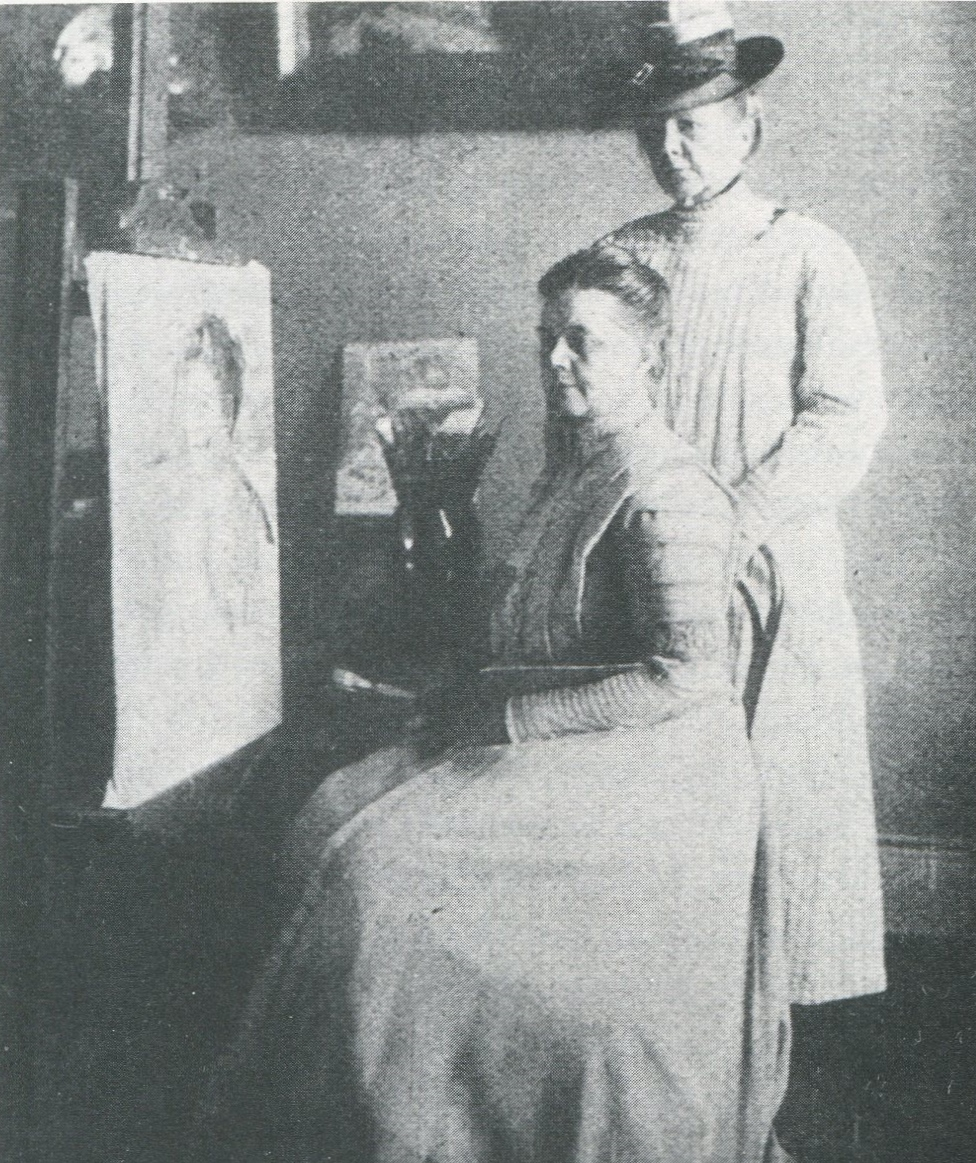
Molly und Helene Cramer um 1900

Helene Cramer (* 13. Dezember 1844 in Hamburg; † 14. April 1916 ebenda) war eine deutsche Blumen- und Landschaftsmalerin.

## Leben
Helene Cramer entstammte einer wohlhabenden Kaufmannsfamilie aus Hamburg-Uhlenhorst. Wie ihre Schwester, die Malerin Molly Cramer, konnte auch sie ihre Ausbildung zur Malerin erst nach dem Tod des Vaters Cesar Cramer im Jahre 1882 beginnen. Zu Beginn der Studien bereits 38 Jahre alt, waren ihre ersten Lehrer der Hamburger Zeichner Theobald Riefesell sowie die Maler Carl Rodeck und Carl Oesterley. Ende der 1880er Jahre folgten Studien bei Margaretha Roosenboom (1843–1896) in Den Haag und gemeinsam mit ihrer Schwester beim belgischen Stillleben-Maler Eugène Joors (1850–1910) in Antwerpen. Joors unterrichtete sie besonders in der Kunst des Stilllebens.

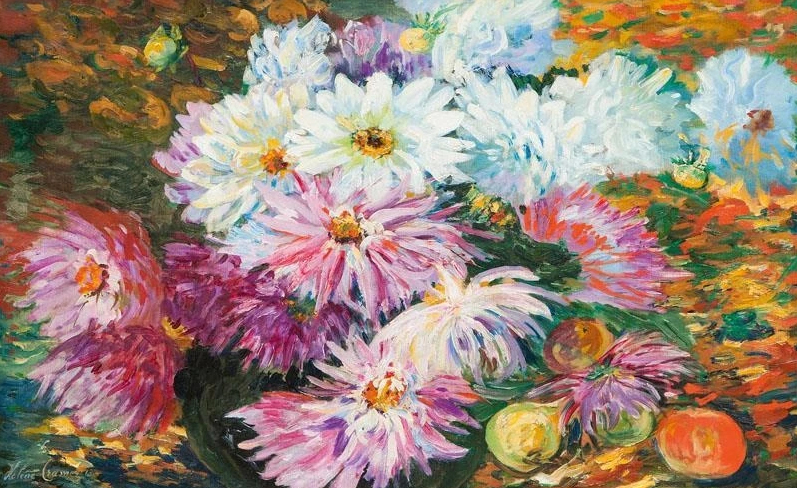
Stillleben mit Blumen, vor 1916

Zurückgekehrt nach Hamburg, fertigte sie hauptsächlich Blumen-Stillleben (Blumenstücke). „Mit ihren in verhaltenen, eher herben Farben wiedergegebenen Natur-Motiven bleibt sie mehr als ihre Schwester am Gegenständlichen haften“. Ihre Werke waren regelmäßig auf den bedeutenden deutschen Ausstellungen, wie etwa im Glaspalast München und den Großen Berliner Kunstausstellungen, zu sehen. In Berlin stellte sie zwischen 1893 und 1908 mehrfach und stets gemeinsam mit ihrer Schwester Molly aus. Der Direktor der Hamburger Kunsthalle Alfred Lichtwark erwarb 1896 einige ihrer Bilder für die „Sammlung von Bildern aus Hamburg“.

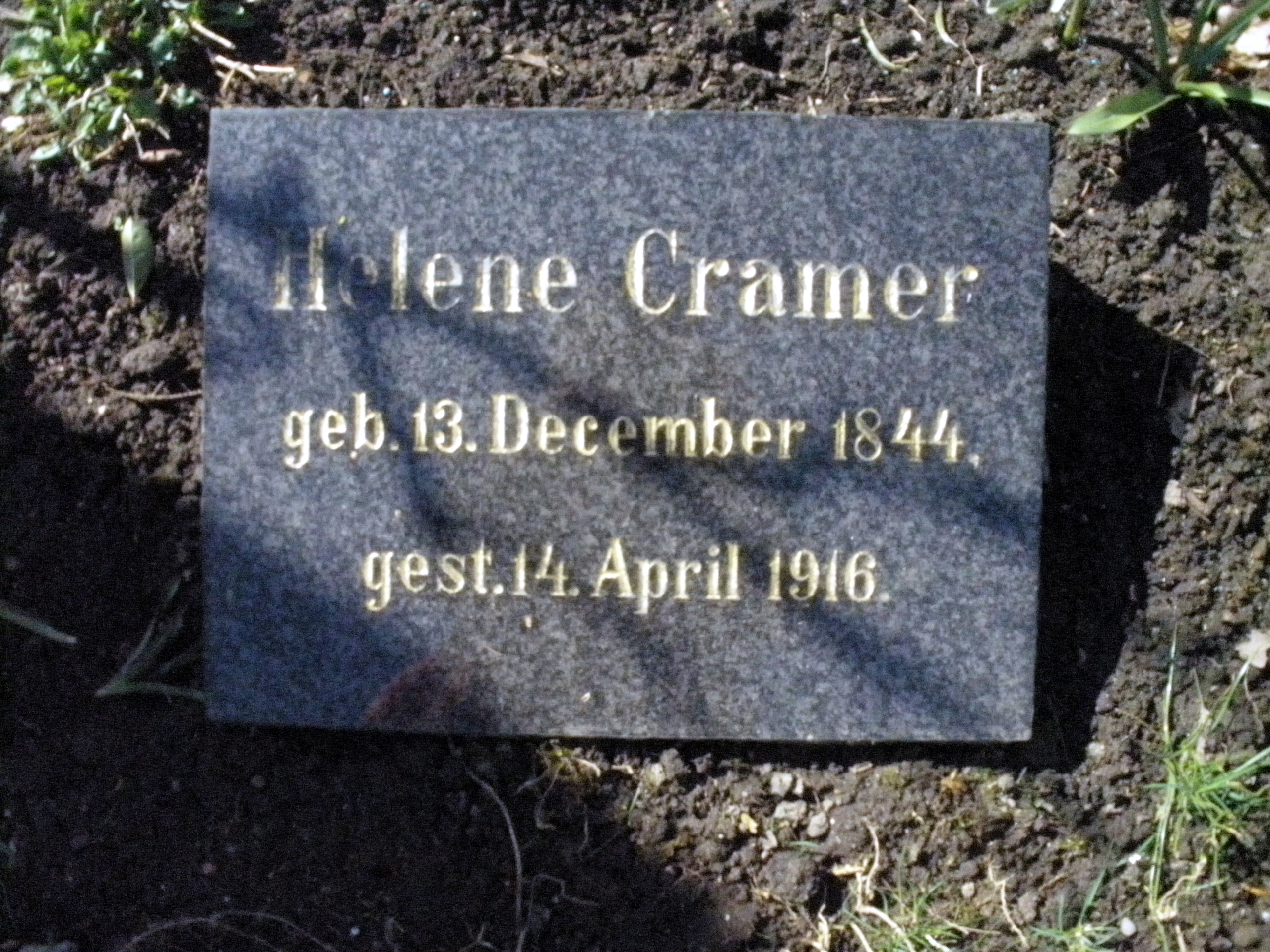
Kissenstein im Garten der Frauen auf dem Friedhof Ohlsdorf

Lichtwark, der häufig im Haus der Schwestern in der Uhlenhorster Karlstraße 18 verkehrte, stellte auch den Kontakt zu den Mitgliedern des Hamburgischen Künstlerklubs von 1897 her, zu denen u. a. Ernst Eitner, Arthur Illies und Paul Kayser gehörten. Durch Besuche der Künstler in ihrem Haus wurde dies zu Beginn des 20. Jahrhunderts zu einem Künstlertreff. Ohne dem Klub beizutreten, stellten die Schwestern später dort mit aus.
Helene Cramer war Mitglied in der Allgemeinen Deutschen Kunstgenossenschaft, der Vereinigung Nordwestdeutscher Künstler, im Verein der Berliner Künstlerinnen und im Verein der Schriftstellerinnen und Künstlerinnen Wien.
Helene Cramer starb 1916 in ihrem 72. Lebensjahr, die Grabsteine von Helene und Molly Cramer stehen im Garten der Frauen auf dem Hamburger Friedhof Ohlsdorf.

## Werke/Ausstellungen (Auswahl)

### Große Berliner Kunstausstellung
- 1893 Weiße Astern. – Dorfrosen.
- 1894 Mohnblumen. – Veilchen.
- 1895 Rosen.
- 1896 Herbst. – Asturcicum.
- 1897 Cactus und Dahlien.
- 1899 Blumenstück.
- 1907 Rosen. – Herbstblüten. (Tempera) – Stockrosen.
- 1908 Weiße Georginen.

### Glaspalast München
- 1888 Herbstrosen.
- 1889 Gelbe Rosen. – Blumenstück.
- 1892 Mohn. – Blumenstück.
- 1894 Butterblumen.
- 1896 Herbststrauß im Freien.
- 1897 Trauben und Chrysanthemum.
- 1899 Nelken.
- 1900 Dorfrosen im Freien.
- 1904 In Fingers Gärtnerei (Weiße Georginen).
- 1908 Rote Stockrosen.

Neben diesen Ausstellungen waren ihre Werke in der Hamburger Kunsthalle, in Bremen, Dresden, Krefeld und Wiesbaden zu sehen.
- 1893 Chicago World’s Fair and Exposition (Weltausstellung) – German Women Painters: Clematis; Rosen[3][4]
- 1900 Woman’s Exhibition, Earl’s Court, London, S.W.: Fir Forest; Trapäolum; Narzissen; Morgensonne im Wald; Gloxinien und Fuchsien[5]